# 44 (komiks)
44 – pierwsza antologia komiksowa opowiadająca o powstaniu warszawskim. Została wydana 28 sierpnia 2007 przez Muzeum Powstania Warszawskiego.
Antologia składa się z 17 odrębnych nowel (260 stron) o tematyce powstańczej. Komiksy zostały wykonane przez uznanych i profesjonalnych polskich scenarzystów i rysowników komiksowych. Wcześniejsze wydania komiksowe o podobnej tematyce miały charakter amatorski albo pokonkursowy. Autorzy antologii zostali wybrani i następnie zaproszeni do udziału w projekcie przez redakcję.
Koordynatorem projektu ze strony Muzeum była Hanna Nowak-Radziejowska a dyrektorem artystycznym projektu Przemysław Truściński. Pieczę nad całą koncepcją trzymał dyrektor Muzeum Jan Ołdakowski. Projekt graficzny książki został wykonany przez studio Bitterlix.

## Odbiór
Wojciech Orliński, pisząc dla Gazety Wyborczej, nazwał tę antologię wybitną.

## Komiksy i autorzy
- Pałacyk Michla – Benedykt Schneider (rys.), Michał Wójcik (scen.)
- Za garść dolarów – Łukasz Mieszkowski (rys. i scen.)
- Na szczęście – Robert Adler (rys.), Tobiasz Piątkowski (scen.)
- Zmartwychpowstanie – Jacek Frąś (rys.), Grzegorz Janusz (scen.)
- X1 przeciw goliatom – Tomasz Niewiadomski (rys. i scen.)
- Telefon Krzysztof Ostrowski – (rys.), Dennis Wojda (scen.)
- Die Schönheit – Jakub Rebelka (rys.), Rafał Betlejewski (scen.)
- Ocalenie Niobe – Przemek "Trust" Truściński (rys.), Tomasz Kołodziejczak (scen.)
- Lawa – Rafał Gosieniecki (rys.), Gene Kowalski (scen.)
- Bohaterowie – Berenika Kołomycka (rys.), Grzegorz Janusz (scen.)
- Jacek i Marianna – Marek Oleksicki (rys.), Aleks Kłoś (scen.), Tomasz Kwaśniewski (scen.)
- Przez Kampinos na Starówkę Agata Nowicka (rys.), Jacek Staniszewski (scen.)
- 63 dni – Adrian Madej (rys.), Barbara Seidler (scen.)
- Tajne przejście – Ireneusz Konior (rys.), Grzegorz Janusz (scen.)
- Śnieg – Ernesto Gonzales (rys.), Rafał Skarżycki (scen.)
- Pod gołym niebem – Sylwia Restecka (rys.), Joanna Sanecka (scen.)
- Chleb i sól – Krzysztof Gawronkiewicz (rys.), Grzegorz Janusz (scen.)